# Kościół Najświętszego Serca Jezusowego w Puducherry
Kościół Najświętszego Serca Jezusowego w Puducherry – rzymskokatolicki kościół w Puducherry. 
W 1895 arcybiskup Puducherry uczynił Serce Jezusa patronem archidiecezji Puducherry i postanowił wznieść nową świątynię pod tym samym wezwaniem. Plan budynku przygotował ks. Telephone Welter, zaś prace budowlane zainicjował ks. Fourcaud, służący w dotychczasowej katedrze diecezjalnej. Kościół został ukończony do 1907 i wyświęcony 17 grudnia wymienionego roku. Od roku następnego był świątynią parafialną. 
Budynek reprezentuje styl neogotycki i został wzniesiony na planie krzyża łacińskiego. Konstrukcję obiektu wspierają 24 kolumny. W oknach kościoła znajduje się 28 witraży z postaciami świętych związanych z rozwojem kultu Serca Jezusa.